# Ježíš (jméno)
Ježíš je vlastní jméno hebrejského původu. V češtině se v této formě používá téměř výhradně pro Ježíše Krista (Ježíše Nazaretského). V hebrejštině zní ‎ (Ješu) nebo יֵשׁוּעַ‎ (Ješua), zkráceno ze staršího יְהוֹשֻׁעַ‎ (Jehošua – Bůh zachraňuje), řecká podoba jména zní Ἰησοῦς Iésús. Latinská Vulgata rozlišuje mezi jmény Iosue pro Jozua a Iesus pro Ježíše; z tohoto překladu pak vznikly i české podoby jména Jozue a Ježíš, zatímco překlad ostatních jmen se většinou řídí podle hebrejské předlohy.

## Jméno Ježíš v dalších jazycích
- arabsky Isá (يسوع‎),
- španělsky Jesús
- anglicky Joshua zkráceně Josh.

## Označení Ježíše z Nazareta v různých jazycích a náboženstvích
- Ježíš Kristus – křesťanské a biblické, resp. novozákonní označení Ježíše z Nazareta jakožto Syna Božího; Kristus je počeštěná podoba řeckého titulu židovského Mesiáše
  - Historický Ježíš – pojem označující profil Ježíše z Nazareta vytvářený na základě historických rekonstrukcí
- Isá (arabsky عيسى‎) – muslimské označení Ježíše z Nazareta jakožto jednoho ze čtyř velkých proroků; jinak též arabský překlad jména Ježíš
- Jasú (arabsky يسوع‎) – označení arabských křesťanů pro Ježíše Krista,
- Ješu (hebrejsky יֵשׁוּ‎) – hebrejská forma jména používaná specificky pro Ježíše Nazaretského.

## Biblické postavy
- Jozue, syn Núnův – nástupce Mojžíše, který dovedl Izraelský lid do země zaslíbené
- Jéšua, syn Jósadakův – velekněz, který se vrátil z Babylóna do Jeruzaléma se Zorobábelem
- Ješua, syn Eleazara, syna Síracha, nazývaný Sírachovec – autor deuterokanonické starozákoní knihy
- Ježíš Nazaretský – sám sebou považovaný za očekávaného Mesiáše a vtěleného Boha